# Susanne Riesch
Susanne Riesch, nemška alpska smučarka, * 8. december 1987, Garmisch-Partenkirchen.
Nastopila je na Olimpijskih igrah 2010, kjer je odstopila v slalomu. V treh nastopih na svetovnih prvenstvih je zabeležila same odstope v slalomu. V svetovnem pokalu je tekmovala devet sezon med letoma 2006 in 2014 ter dosegla dve uvrstitvi na stopničke v slalomu. V skupnem seštevku svetovnega pokala je bila najvišje na 25. mestu leta 2010, ko je bila tudi sedma v slalomskem seštevku.
Tudi njena sestra Maria Höfl-Riesch je nekdanja alpska smučarka.